# Hong Kong FA Cup 2014/15
Der Hong Kong FA Cup 2014/15 war die 40. Austragung eines Fußballwettbewerbs in Hongkong. Teilnehmer waren die neun Mannschaften der ersten Liga, der Hong Kong Premier League, sowie vier Mannschaften der unteren Liga. Titelverteidiger war der Eastern Salon.

## Termine
| Runde         | Datum                                          |
| ------------- | ---------------------------------------------- |
| 1. Runde      | 27. Februar 2015 28. Februar 2015 1. März 2015 |
| Viertelfinale | 11. April 2015 12. April 2015                  |
| Halbfinale    | 25. April 2015 26. April 2015                  |
| Finale        | 17. Mai 2015                                   |

## 1. Runde
|                                       | Ergebnis              |                      |
| ------------------------------------- | --------------------- | -------------------- |
| 27. Februar 2015 (Kowloon Bay Park)   |                       |                      |
| Yau Tsim Mong FT                      | 2:4                   | Tai Po FC            |
| 28. Februar 2015 (Yuen Long Stadium)  |                       |                      |
| Yuen Long FC                          | 4:1                   | Shatin SA            |
| 28. Februar 2015 (Kowloon Bay Park)   |                       |                      |
| Yokohama FC Hongkong                  | 1:1 n. V. (5:4 i. E.) | Hong Kong Pegasus FC |
| 1. März 2015 (Tsing Yi Sports Ground) |                       |                      |
| Wong Tai Sin DRSC                     | 2:0                   | Southern District FC |
| 1. März 2015 (Kowloon Bay Park)       |                       |                      |
| South China AA                        | 1:0                   | Citizen AA           |

## Viertelfinale
|                                              | Ergebnis  |                      |
| -------------------------------------------- | --------- | -------------------- |
| 11. April 2015 (Mong Kok Stadium)            |           |                      |
| Kitchee SC                                   | 3:1       | Tai Po FC            |
| 11. April 2015 (Tseung Kwan O Sports Ground) |           |                      |
| Yuen Long FC                                 | 1:3       | Yokohama FC Hongkong |
| 12. April 2015 (Mong Kok Stadium)            |           |                      |
| Eastern AA                                   | 5:3 n. V. | Wong Tai Sin DRSC    |
| 12. April 2015 (Tseung Kwan O Sports Ground) |           |                      |
| Hong Kong Rangers FC                         | 1:3       | South China AA       |

## Halbfinale
|                                   | Ergebnis              |                      |
| --------------------------------- | --------------------- | -------------------- |
| 25. April 2015 (Mong Kok Stadium) |                       |                      |
| Kitchee SC                        | 0:0 n. V. (5:4 i. E.) | Yokohama FC Hongkong |
| 26. April 2015 (Mong Kok Stadium) |                       |                      |
| Eastern AA                        | 1:0                   | South China AA       |

## Finale
|                                 | Ergebnis  |            |
| ------------------------------- | --------- | ---------- |
| 13. Mai 2023 (Mong Kok Stadium) |           |            |
| Kitchee SC                      | 2:0 n. V. | Eastern AA |